# Voorjaarsspanner
De voorjaarsspanner (Apocheima hispidaria) is een nachtvlinder uit de familie van de spanners (Geometridae). 

## Kenmerken
De voorvleugellengte van het mannetje bedraagt tussen de 15 en 17 mm. Het vrouwtje heeft geen vleugels. De basiskleur van de voorvleugel is grijs met vier donkergrijze tot zwarte gebogen dwarslijnen, die echter niet altijd zichtbaar zijn. Het buitenste deel van de vleugel is in het algemeen lichter van kleur dan de rest. De achtervleugel is lichter gekleurd met een donkere dwarslijn.

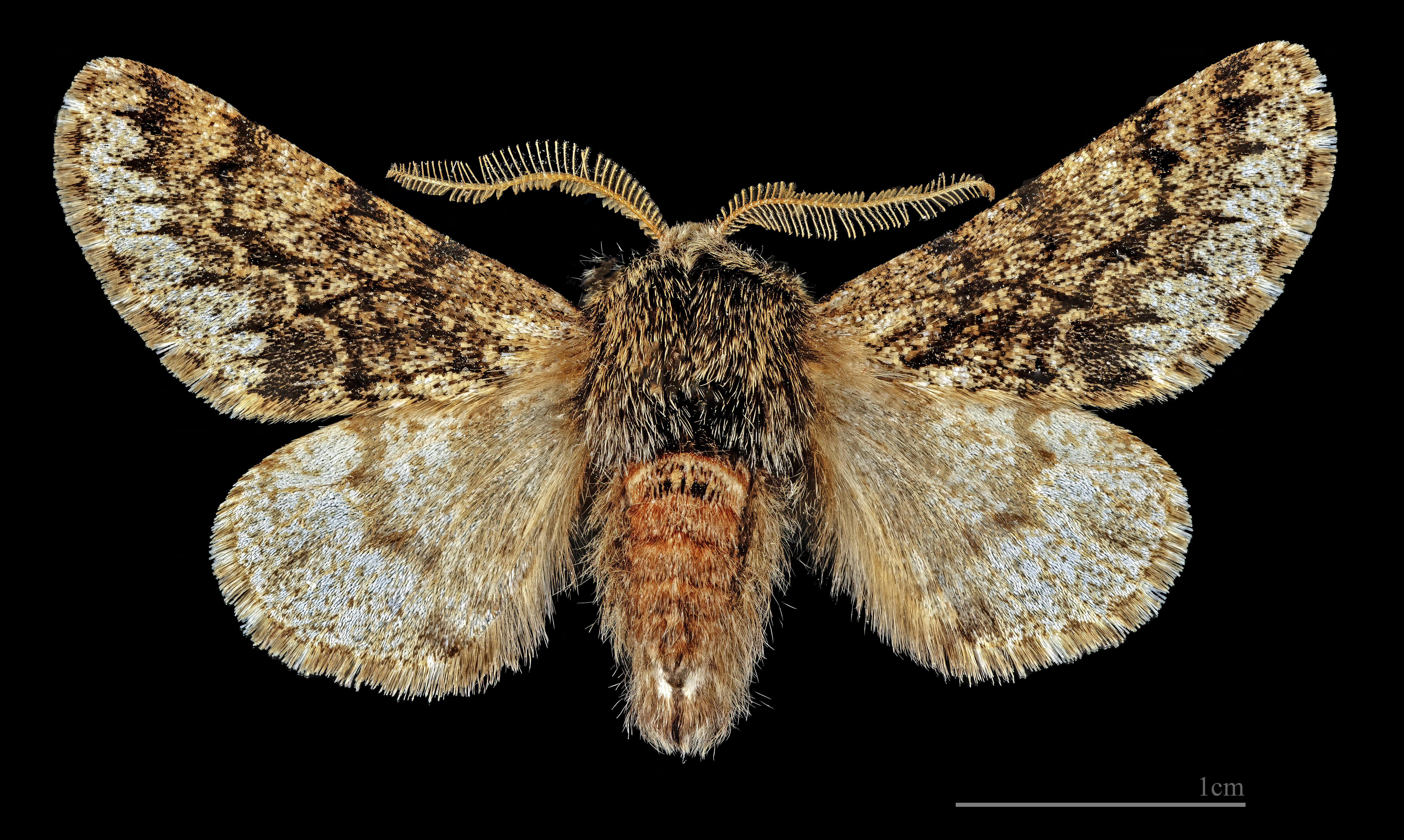
Apocheima hispidaria hispidaria  ♂
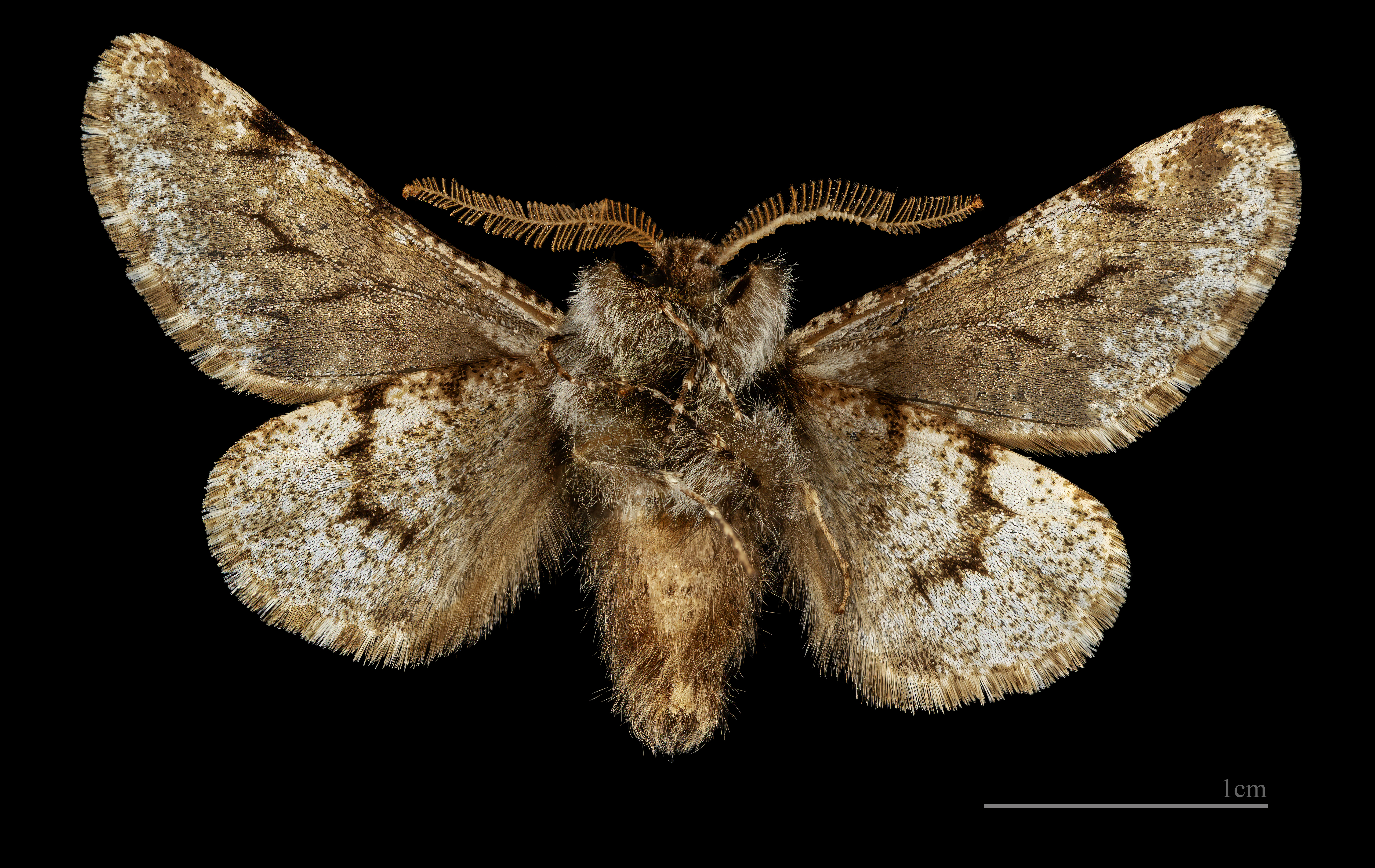
Apocheima hispidaria hispidaria ♂ △
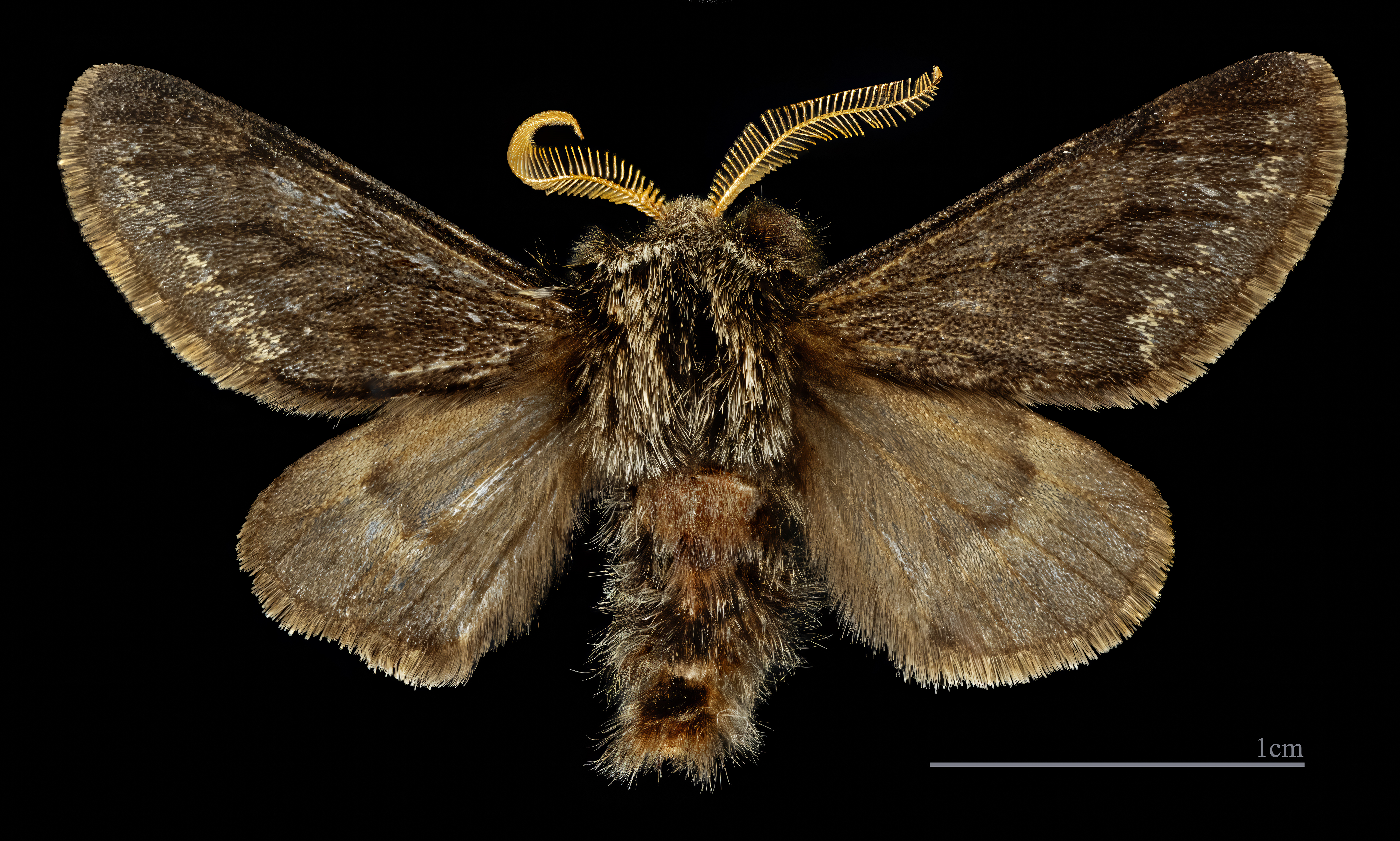
Apocheima hispidaria f. Obscura ♂
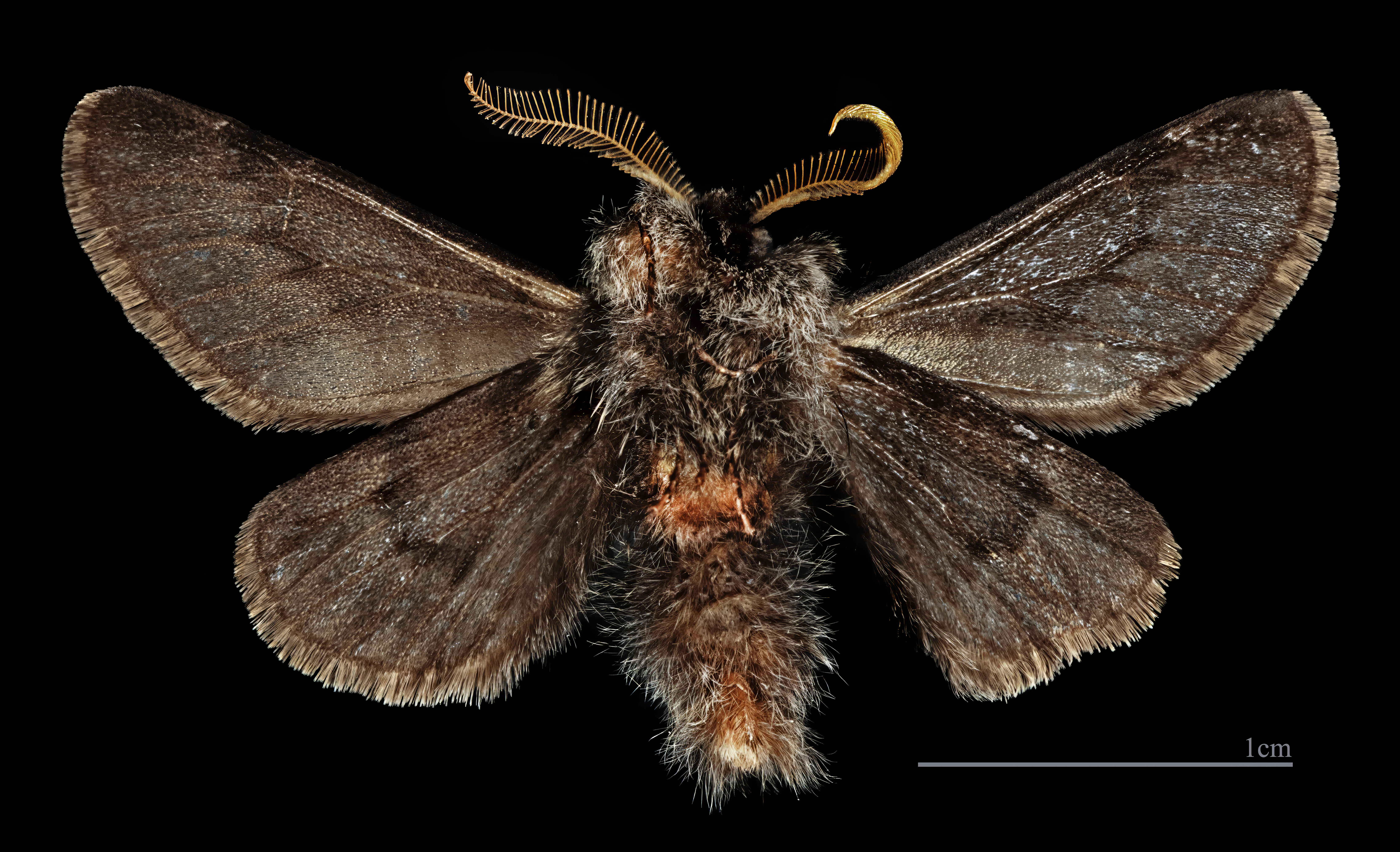
Apocheima hispidaria f. Obscura  ♂ △

## Levenscyclus
De voorjaarsspanner gebruikt eik, maar ook andere loofbomen, als waardplanten. De rups is te vinden van april tot juni. De soort overwintert als pop onder de grond. Er is jaarlijks een generatie die vliegt van halverwege februari tot halverwege april, vroege exemplaren worden vanaf december waargenomen.

## Voorkomen
De soort komt verspreid voor over Europa en het gebied rond de Zwarte Zee. De voorjaarsspanner is in Nederland een en België een algemene soort. In Nederland komt de soort met name in het oosten van het land voor.